# Lepidoscia commatica
Lepidoscia commatica is een vlinder uit de familie van de zakjesdragers (Psychidae). De wetenschappelijke naam van deze soort is voor het eerst voorgesteld als Narycia commatica door Alfred Jefferis Turner in een publicatie uit 1933.
De soort komt voor in Australië (Queensland).